# Relentless Reckless Forever
Relentless Reckless Forever è un album del gruppo musicale finlandese Children of Bodom pubblicato il 9 marzo 2011.
L'album è disponibile in diverse edizioni: CD, CD+DVD Limited Digipak, Vinile e la Super Deluxe Edition che include un album fotografico di 64 pagine. L'edizione giapponese è stata pubblicata in SHM-CD contenente tre tracce bonus e i testi tradotti in giapponese.

## Descrizione
Relentless Reckless Forever è stato registrato negli studi Petrax tra l'agosto e il settembre 2010. Stando alle dichiarazioni del cantante Alexi Lahio:
Il video del singolo Was It Worth It? è stato girato con lo skater Chris Cole e con altri skater professionisti tra i quali Jamie Thomas, Garrett Hill e Tom Asta.
Il video è stato girato nel complesso residenziale Action Sports al Camp Woodward in Pennsylvania ed è stato diretto da Dale Resteghini per Raging Nation Films.

## Premi
Il 20 gennaio 2012 l'album ha vinto nella categoria Album metal dell'anno agli Emma gaala tenutisi alla Barona Areena di Espoo.
Relentless Reckless Forever ha venduto oltre 10000 copie in Finlandia il primo giorno dopo la sua pubblicazione, il 9 marzo.

## Tracce
Testi e musiche di Alexi Laiho, eccetto dove indicato.
1. Not My Funeral – 4:55
2. Shovel Knockout – 4:03
3. Roundtrip to Hell and Back – 3:48
4. Pussyfoot Miss Suicide – 4:10
5. Relentless Reckless Forever – 4:42
6. Ugly – 4:13
7. Cry of the Nihilist – 3:31
8. Was It Worth It? – 4:06
9. Northpole Throwdown – 2:55

Tracce bonus nell'edizione iTunes USA & Canada
1. Angels Don't Kill (Live at Bloodstock) – 5:43
2. Everytime I Die (Live at Bloodstock) – 5:11

Tracce bonus nell'edizione deluxe giapponese
1. Angels Don't Kill (Live at Bloodstock) – 5:43
2. Everytime I Die (Live at Bloodstock) – 5:11
3. Party All the Time (Eddie Murphy cover) – 3:00 (Rick James)

## Formazione
- Alexi Laiho - voce, chitarra
- Roope Latvala - chitarra
- Jaska W. Raatikainen - batteria
- Hennka T. Blacksmith - basso
- Janne Wirman - tastiere